# Gamescience
Gamescience ist eine kleine amerikanische Spielefirma mit Sitz in Biloxi (Mississippi), die sich vor allem auf die Herstellung von Würfeln spezialisiert hat. Gamescience-Würfel sind auf hohe Qualität ausgelegt und bieten auch ungewöhnliche Seitenzahlen, wie sie bei Rollenspielen verwendet werden.
Die Firma wurde von Lou Zocchi zunächst unter dem Namen Zocchi Games gegründet, die Produktion begann 1974. Gamescience hält Patente auf die von ihm erfundenen Würfel mit 5, 7, 9 und 100 Seiten, letzterer wird seit 1985 hergestellt. Auch ansonsten setzt Gamescience vor allem auf statistisch sehr ausgewogene Würfel, was durch scharfe Kanten und aufwendige Verarbeitung erreicht wird. Würfel von Gamescience sind in Europa nur schwer zu bekommen und können oft nur über amerikanische Händler bezogen werden.
Außer Würfeln vertreibt Gamescience auch Spielsysteme wie TWERPS.